# Camp Rock 2: The Final Jam (soundtrack)
Camp Rock 2: The Final Jam är det officiella soundtracket för filmen Camp Rock 2: The Final Jam. Soundtracket släpptes den 10 augusti 2010 och producerade fem singlar. Soundtracket debuterade som #3 på Billboard 200 med över 41,000 upplagor sålda den första försäljningsveckan.

## Singlar
- "Can't Back Down" släpptes som den första singeln. Den 25 april spelades den för första gången i Radio Disney, samt även en klippt version från filmscenen på Disney Channel.

- "It's On" är den andra singeln. Sången hade premiär den 16 maj i Radio Disney, och en musikvideo med de två konkurrerande sommarlägren som tävlar mot varandra i en danstävling sändes på Disney Channel. Musikvideon innehöll dock inte scener från filmen som "Can't Back Down" gjorde.

- "Fire" är den tredje singeln. Den 25 juni hade sången premiär i Radio Disney under en Take Over med Meaghan Martin och Matthew Finley.

- "Wouldn't Change a Thing" är den fjärde singeln. Den 11 juli läckte sången ut på Internet. Den släpptes dock officiellt den 23 juli via Radio Disney under en Take Over med Demi Lovato.

- "Heart and Soul" är den femta singeln. Den 22 augusti släpptes musikvideon på Disney Channel.

## Premiär
Lördagen den 7 augusti 2010 sände Radio Disney världspremiären av soundtracket till Camp Rock 2: The Final Jam, med repris den 8 augusti.

## Låtlista
| 1.           | Brand New Day               | Kara DioGuardi, Mitch Allan                                          | Demi Lovato                                 | 3:21  |
| 2.           | Fire                        | Lyrica Anderson, Dapo Torimiro                                       | Matthew "Mdot" Finley                       | 3:02  |
| 3.           | Can't Back Down             | Antonina Armato, Tim James, Tom Sturges                              | Cast of Camp Rock 2                         | 3:20  |
| 4.           | It's On                     | Anderson, Kovasciar Myvette, Toby Gad                                | Cast of Camp Rock 2                         | 4:03  |
| 5.           | Wouldn't Change a Thing     | Adam Anders, Nikki Hassman, Peer Astrom                              | Joe Jonas & Demi Lovato                     | 3:25  |
| 6.           | Heart And Soul              | Armato, James, Steve Rushton, Aaron Dudley                           | Jonas Brothers                              | 3:58  |
| 7.           | You're My Favorite Song     | Jeannie Lurie, Chen Neeman, Aris Archontis                           | Joe Jonas & Demi Lovato                     | 2:16  |
| 8.           | Introducing Me              | Jamie Houston                                                        | Nick Jonas                                  | 3:08  |
| 9.           | Tear It Down                | Anderson, Myvette, Gad                                               | Meaghan Jette Martin, Matthew "Mdot" Finley | 3:30  |
| 10.          | What We Came Here For       | Houston                                                              | Cast of Camp Rock 2                         | 4:16  |
| 11.          | This Is Our Song            | Adam Watts, Andy Dodd                                                | Demi Lovato, Jonas Brothers, Alyson Stoner  | 2:58  |
| 12.          | Different Summers           | Houston                                                              | Demi Lovato                                 | 3:38  |
| 13.          | Walkin' In My Shoes         | Anderson, Niclas Molinder, Joacim Persson, Johan Alkenas, Pam Sheyne | Meaghan Jette Martin, Matthew "Mdot" Finley | 2:51  |
| 14.          | It's Not Too Late           | Watts, Dodd                                                          | Demi Lovato                                 | 3:33  |
| 15.          | Rock Hard or Go Home        | Stacy Wilde, David Bellochio                                         | Iron Weasel                                 | 2:58  |
| 16.          | Fire (Scandinavian Version) | Anderson, Torimiro                                                   | Ola Svensson, Mohamed Ali & Endre Nordvik   | 3:01  |
| Total längd: | Total längd:                | Total längd:                                                         | Total längd:                                | 53:38 |

## Internationella versioner
| Artist(er)                                                                 | Originaltitel              | Sång                            | Språk        |
| -------------------------------------------------------------------------- | -------------------------- | ------------------------------- | ------------ |
| Jullie feat. Joe Jonas                                                     | "Wouldn't Change a Thing"  | "Eu Não Mudaria Nada Em Você"   | Portugisiska |
| Demi Lovato feat. Stanfour                                                 | "Wouldn't Change a Thing"  | "Wouldn't Change a Thing"       | Engelska     |
| Mia Rose feat. Joe Jonas                                                   | "Wouldn't Change a Thing"  | "Nada Vou Mudar"                | Portugisiska |
| Finley                                                                     | "Wouldn't Change a Thing"  | "Per la vita che verrà"         | Italienska   |
| Ewa Farna feat. Kuba Molęda                                                | "Wouldn't Change a Thing"  | "Nie zmieniajmy nic"            | Polska       |
| Brigitta Némethy feat. Ádám Dando                                          | "Wouldn't Change a Thing"  | "És Ezt Érzem Így Van Jól"      | Ungerska     |
| Miruna Oprea feat. Noni                                                    | "Wouldn't Change a Thing"  | "Nu As Schimba Nimic"           | Rumänska     |
| Sita feat. Dean                                                            | "Wouldn't Change a Thing"  | "Wouldn't Change a Thing"       | Engelska     |
| Atiye Deniz                                                                | "Wouldn't Change a Thing"  | "İstemem Değişmesin"            | Turkiska     |
| Ewa Farna feat. Jan Bendig                                                 | "Wouldn't Change a Thing"  | "Stejný cíl mám dál"            | Tjeckiska    |
| Moroni Cruz, Lenora Hage, Carolina Calheiros & Bernardo Falcone            | "What We Came Here For"    | "O Que Viemos Fazer"            | Portugisiska |
| André Cruz, Catarina Boto, Mariana Tavares, Márcio Costa & Solange Hilário | "This Is Our Song"         | "A nossa canção"                | Portugisiska |
| Melocos                                                                    | "This Is Our Song"         | "Nuestra Canción"               | Spanska      |
| Shannon (Vinnare av Storbritanniens My Camp Rock 2)                        | "Can't Back Down"          | "Can't Back Down"               | Engelska     |
| Léa Castel                                                                 | "Can't Back Down"          | "N'abandonne Pas"               | Franska      |
| Soraia Barros (Vinnare av Portugals My Camp Rock 2)                        | "You're My Favourite Song" | "Tu Dás O Ritmo Ao Meu Coração" | Portugisiska |
| Lucia Gil                                                                  | "You're My Favourite Song" | "Tú Eres Mi Canción"            | Spanska      |
| Blindflug                                                                  | "It's Not Too Late"        | "Es Ist Noch Nicht Zu Spät"     | Tyska        |
| Julia (Vinnare av polska My Camp Rock 2)                                   | "It's Not Too Late"        | "It's Not Too Late"             | Engelska     |
| Cheyenne & Mayleen (Vinnare av Nederländerna/Belgiens My Camp Rock)        | "It's Not Too Late"        | "It's Not Too Late"             | Engelska     |
| Vendela Hollström (Vinnare av Sveriges My Camp Rock 2)                     | "It's Not Too Late"        | "It's Not Too Late"             | Engelska     |
| Noémie & Nicolas (Vinnare av Frankrikes My Camp Rock 2)                    | "It's On"                  | "It's On"                       | Franska      |
| Da Mouth                                                                   | "It's On"                  | "It's On"                       | Mandarin     |
| Ola Svensson, Mohamed Ali & Endre Nordvik                                  | "Fire"                     | "Fire"                          | Engelska     |
| Sharbel Karam feat. Tristan Kasparian                                      | "Fire"                     | "Fire"                          | Engelska     |
| Team Treble (Vinnare av Australiens My Camp Rock 2)                        | "Brand New Day"            | "Brand New Day"                 | Engelska     |

### Hindi versioner
Alla sångerna dubbades till Hindi för Indien. Filmen med sångerna hade premiär den 15 oktober 2010.
1. "Introducing Me" ("Begaana kahi")
2. "Fire"
3. "Tear It Down" ("Hum hai number one")
4. "This Is Our Song"
5. "It's On"
6. "What We Came Here For" ("Ban ke sitaare")
7. "Brand New Day" ("Ban ke sitaare")
8. "Can't Back Down" (Na Haar Manenge)
9. "Heart and Soul" ("Rock and Roll")
10. "You're My Favorite Song" ("Tum ho mere geet")
11. Wouldn't Change a Thing" ("Tum, Mera jahan!")

## Topplistor
| Lista (2010)                                | Topplacering | Certifiering | Försäljning |
| ------------------------------------------- | ------------ | ------------ | ----------- |
| Belgien (Ultratop 50)                       | 17           |              |             |
| Brasilien (Brazilian Albums Chart)          | 6            | Guld         | 20,000      |
| Kanada (Canadian Albums Chart)              | 4            |              |             |
| Italien (FIMI)                              | 2            |              | 60,000      |
| Spanien (PROMUSICAE                         | 4            | Guld         | 30,000      |
| Storbritannien (UK Soundtrack Albums Chart) | 22           |              |             |
| Storbritannien (UK Digital Albums Chart)    | 40           |              |             |
| Tyskland (Media Control Charts)             | 28           |              |             |
| USA (Billboard 200)                         | 3            |              |             |
| USA (Billboard Top Soundtracks)             | 1            |              |             |

### Topplistor vid årsskiftet
| Lista (2010)        | Position |
| ------------------- | -------- |
| USA (Billboard 200) | 169      |